# Neonitocris rubricollis
Neonitocris rubricollis är en skalbaggsart som beskrevs av Teocchi och Henri L. Sudre 2003. Neonitocris rubricollis ingår i släktet Neonitocris och familjen långhorningar. Inga underarter finns listade i Catalogue of Life.